# St. Martin (Landersdorf)

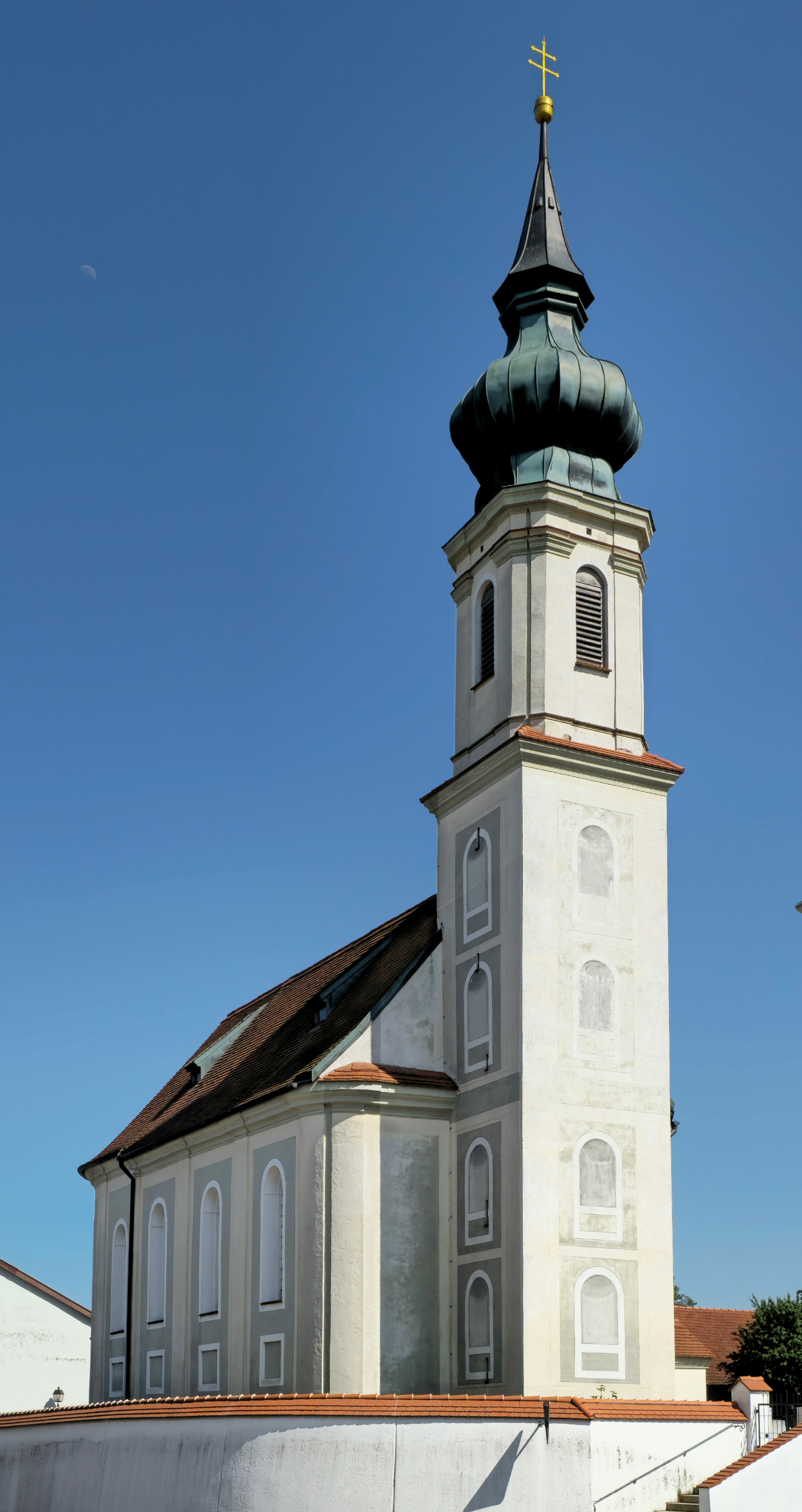
St. Martin in Landersdorf

Blick in den Chor

Die römisch-katholische Filialkirche St. Martin ist ein Baudenkmal in Landersdorf, einem nordwestlichen Gemeindeteil von Dorfen, im oberbayerischen Landkreis Erding. Das Kirchgebäude steht im Zentrum von Landersdorf auf einem erhöhten Geländebereich, in einem ummauerten Kirchenfriedhof.

## Geschichte
Die Kirche wurde 1220 erstmals urkundlich erwähnt. Das Martins-Patrozinium lässt jedoch auf eine noch längere Geschichte schließen. Über den Vorgänger des heutigen Baus ist wenig bekannt. Aus dem Jahr 1560 sind drei Altäre dokumentiert. 1654 wurde offenbar ein neuer Choraltar erstellt. Teile des Turms stammen wohl ebenfalls aus dieser Zeit. 1761/62 wurde der heutige Bau von Johann Baptist Lethner auf den Resten des gotischen Vorgängers errichtet. Ein Kreuzweg wurde 1764 ergänzt. Am 17. März 1771 wurde die Kirche nur knapp von einem Feuer verschont, welchem mehrere Höfe in der Nachbarschaft zum Opfer fielen. Die Weihe des Gotteshauses erfolgte am 26. Oktober 1790 durch Fürstbischof Johann Konrad von Schroffenberg, der sich auf einer Firmreise befand. 1849 wurden die Altäre renoviert und neu gefasst, 1859 dann neuromanisch überarbeitet. In diesem Zuge wurde auch der Kreuzweg erneuert. Die barocken Seitenaltäre blieben jedoch weitgehend unverändert. Bei einer Innenrenovierung 1913 wurden im Chor Malereien aus der Erbauungszeit der Kirche freigelegt und das Langhaus dann in Anlehnung daran mit einem neuen Deckengemälde von Joseph Albrecht gestaltet. 1951 erfolgte eine Außenrenovierung und 1968/69 weitere Renovierungsarbeiten. Dabei wurden die Altäre aus der Kirche entfernt. Im Zuge einer weiteren grundlegenden Sanierung kehrten diese jedoch 2001 wieder in die Kirche zurück.

## Baubeschreibung

Langhausgewölbe

Bei St. Martin handelt es sich um einen Saalbau mit dreiachsigem Langhaus mit abgerundeten Ecken, sowie an der Ostseite ein wenig eingezogener, einachsiger Chor mit halbrundem Schluss. An der Südseite sind eine zweigeschossige Sakristei, ein gemauerter Kanzelaufgang und ein Vorhaus angebaut. Der viergeschossige Turm an der Westseite verjüngt sich achteckig und wird von einer Zwiebelhaube mit Laternenüberbau gekrönt, die mit Kupferblech beschlagen ist. Das Äußere des Gebäudes ist durch Lisenen toskanischer Ordnung und Rechteckblenden gegliedert und enthält rundbogige Fenster. Das Innere von Vorhaus, Langhaus und Chor wird von einer Stichkappentonne überspannt. Weiß-rosafarbene Lisenen mit starker Gesimsprofilierung gliedern die Innenwände. Auf dem gedrückten, halbrunden Chorbogen findet sich eine Kartusche mit dem Jahr der Fertigstellung der Kirche. Über der Sakristei kragt ein Oratoriumsvorbau aus. Während der Boden des Vorhauses mit Rotmarmorplatten belegt ist, finden sich in Chor und Langhaus Solnhofener Platten.

## Ausstattung
Chor- und Langhausgewölbe sind mit teilweise noch originalen Rocaillemustern versehen, welche Rokoko-Stuck nachahmen. Das Chorgemälde zeigt den hl. Martin mit Gans in fantastischer Architektur. Im Langhausfresko ist die Anbetung der Hirten dargestellt.
Im Hochaltar mischen sich Elemente des Rokoko und des Frühklassizismus. Das Altarblatt des zweisäuligen Hochaltars zeigt den Kirchenpatron, der hoch zu Ross seinen Mantel mit einem Bettler teilt. Es wurde 1859 von Johann Graf geschaffen, von dem auch das Maria-Hilf-Bild im Auszug ist. Aus der Erbauungszeit stammen die Figuren der Heiligen Ulrich und Katharina, sowie zwei Engel, welche das Auszugsgemälde einrahmen. Die Bilder der Seitenaltäre zeigen nördlich die Unbefleckte Empfängnis und südlich den hl. Wolfgang mit einer zeitgenössischen Ortsansicht von Ludwig Hack aus dem Jahre 1861.
Auch die Kanzel weist sowohl Elemente des Rokoko als auch des Frühklassizismus auf. Der runde Korpus enthält drei Füllungen. Die Holzskulptur des Erzengels Michael auf dem Schalldeckel wurde bei der letzten Renovierung hinzugefügt.
Der Kreuzweg von Claus Vetterin ist dem vorherigen, 1859 von Johann Graf im Nazarenerstil geschaffenen, nachempfunden.
Das barocke Kreuz an der nördlichen Langhauswand ist gemäß des Wappens der Stifter unter dem Korpus aus der zweiten Hälfte des 17. Jahrhunderts, die Mater Dolorosa daneben aus dem 18. Jahrhundert.
Eine Holzfigur des Auferstandenen ist aus dem 18. und das Vortragekreuz im Chorraum aus dem 19. Jahrhundert.

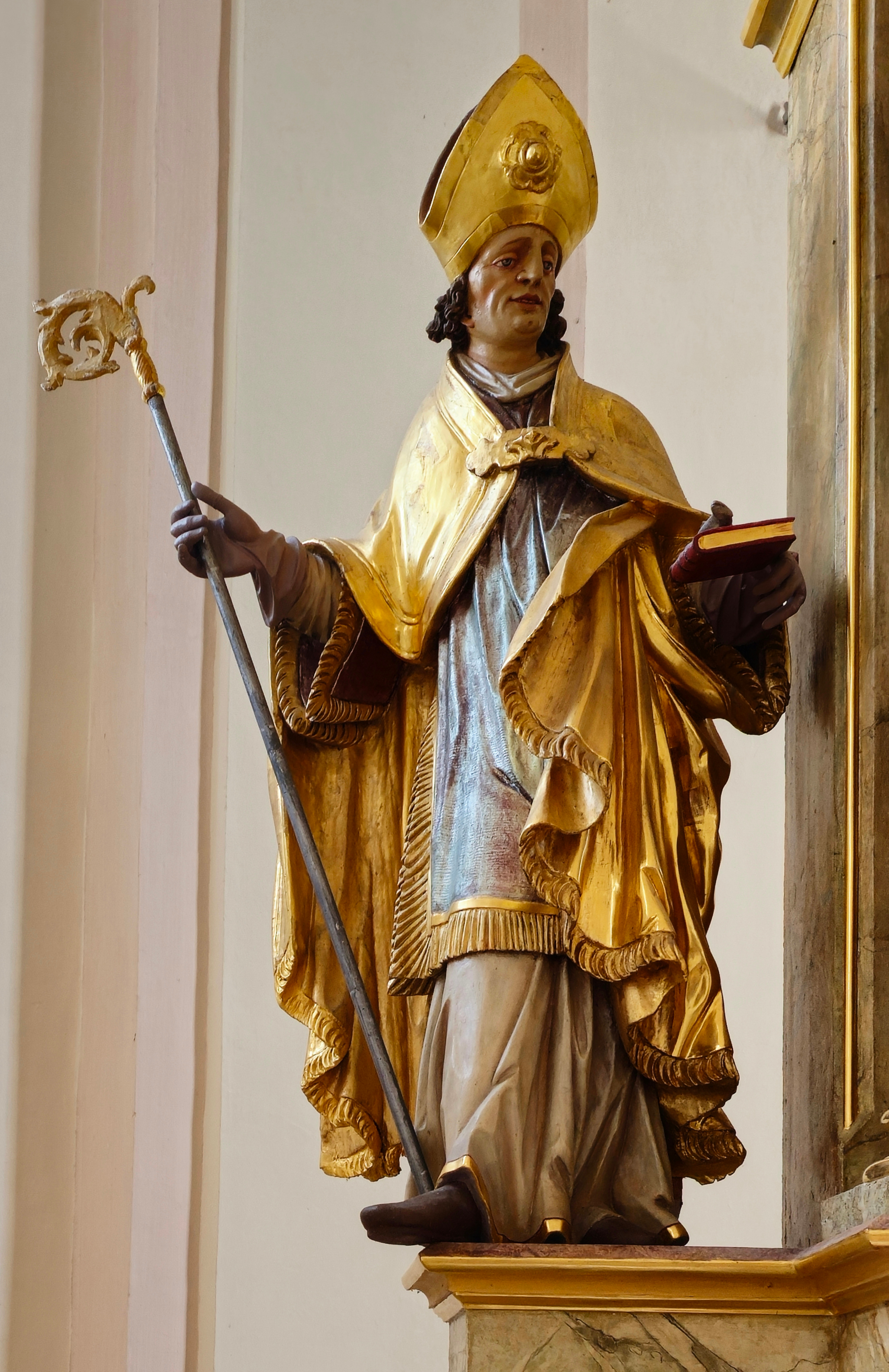
Hochaltar hl. Ulrich
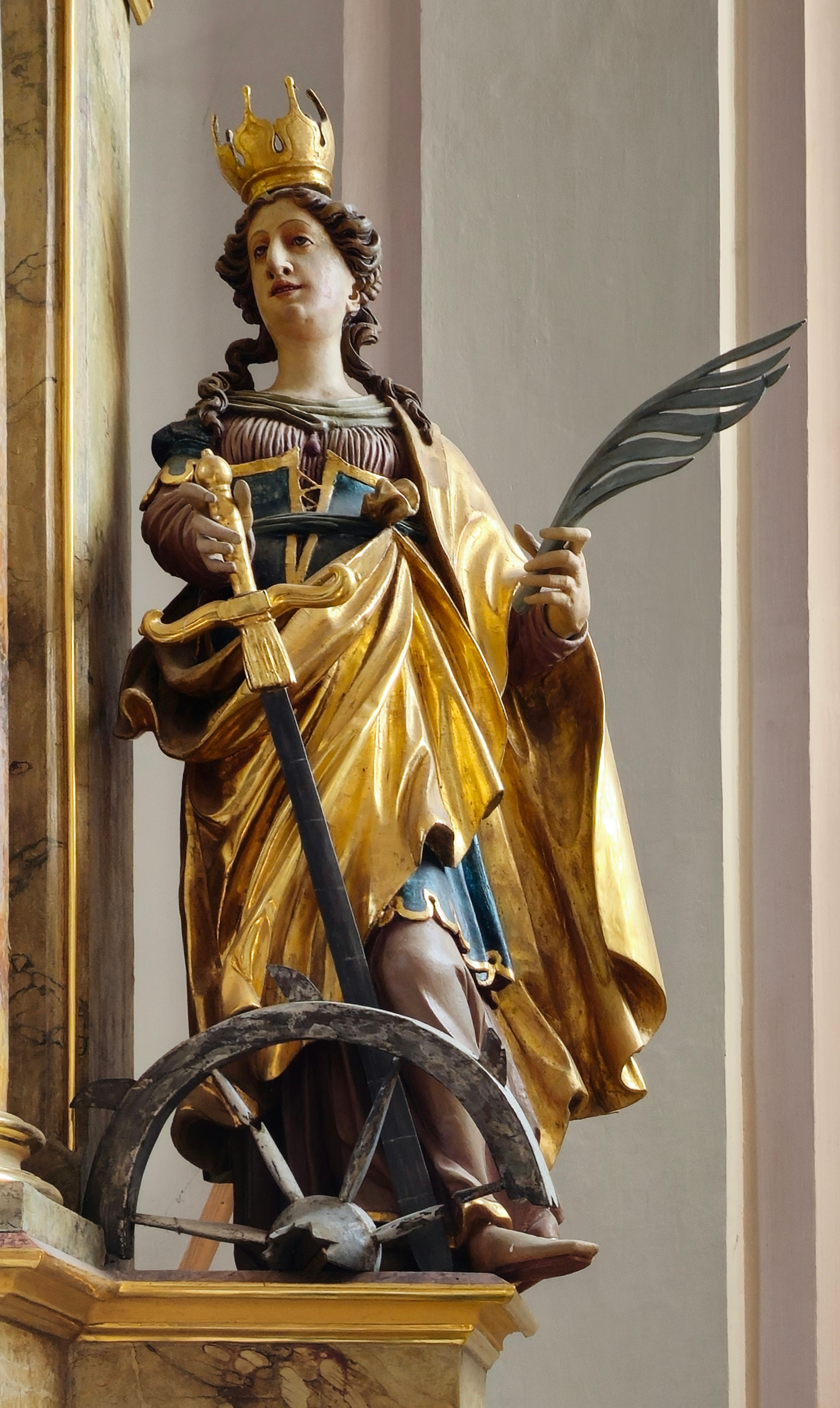
Hochaltar hl. Katharina
Chorgewölbe
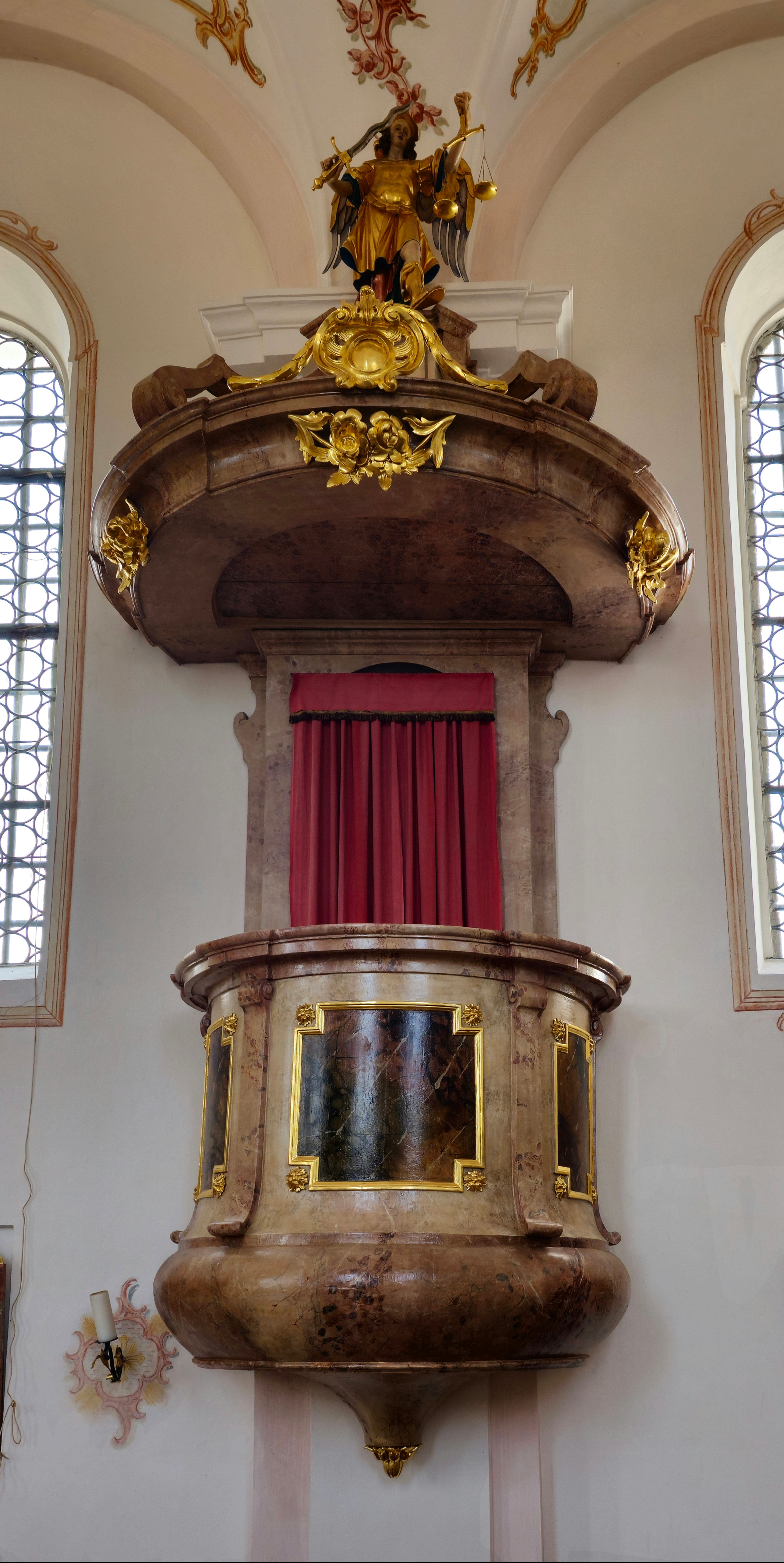
Kanzel

### Deckenfresken
Die Langhausdecke wurde 1913 von Joseph Albrecht mit einem Fresko der Anbetung des Jesuskinds durch die Hirten (Lk 2,8-20 ) in historisierendem Stil dekoriert. Es trägt rechts unten die Signatur: „Jos. Albrecht 1913“. Die vielfigurige Szene im Stall von Bethlehem eignet sich schlecht für das hochformatige, in der Mitte zusätzlich wegen der Rocaille-Ornamentik der Decke eingeschnürte Deckenbild. Der Maler hat daher die Anzahl der Hirten auf drei beschränkt, Joseph in den Hintergrund gerückt, den traditionellen Esel weggelassen und den Stall nur rechts oben durch einen Teil des Daches angedeutet. Im oberen Bildteil öffnet sich der Himmel, und lichtumstrahlte Putti blicken auf das Geschehen herab. Im unteren Bildteil nimmt ein kleiner Erdhügel den Vordergrund ein.
Das Deckenfresko des Chorraums datiert von 1762, wie durch die Inschrift am Chorbogen angegeben, und zeigt den Kirchenpatron. Bei der neuromanischen Umgestaltung der Kirche im Jahr 1859 wurde es übermalt, 1913 wurde es wieder freigelegt und restauriert. Der Heilige Martin steht auf einer „in naiver Ungeschicklichkeit“ in untersichtiger Perspektive wiedergegebenen Treppenanlage, die zum Vorplatz einer Kirche hinaufführt. Auf deren Altar ist das Allerheiligste zur Anbetung ausgesetzt. Zu Füßen des Heiligen steht sein Attribut, die (Martins-)Gans. In Wolken schweben zwei Puttenköpfchen über der Szene; vom Dreifaltigkeitssymbol fallen Strahlen auf den Heiligen herab.
Die Altarraum-Deckenfresken der Kirchen St. Johannes der Täufer in Jaibing und St. Martin in Landersdorf, beide jeweils am Chorbogen 1762 datiert, aber nicht signiert, mit Darstellung des jeweiligen Kirchenpatrons weisen eine große Übereinstimmung des Malstils auf: Beide zeigen Bildkompositionen mit barock geschwungenen, aber verzerrt und unbeholfen gemalten Treppenanlagen; anatomische Details und die räumliche Perspektive sind fehlerhaft wiedergegeben. „Die beiden Ausmalungen sind von sehr bescheidener Qualität.“

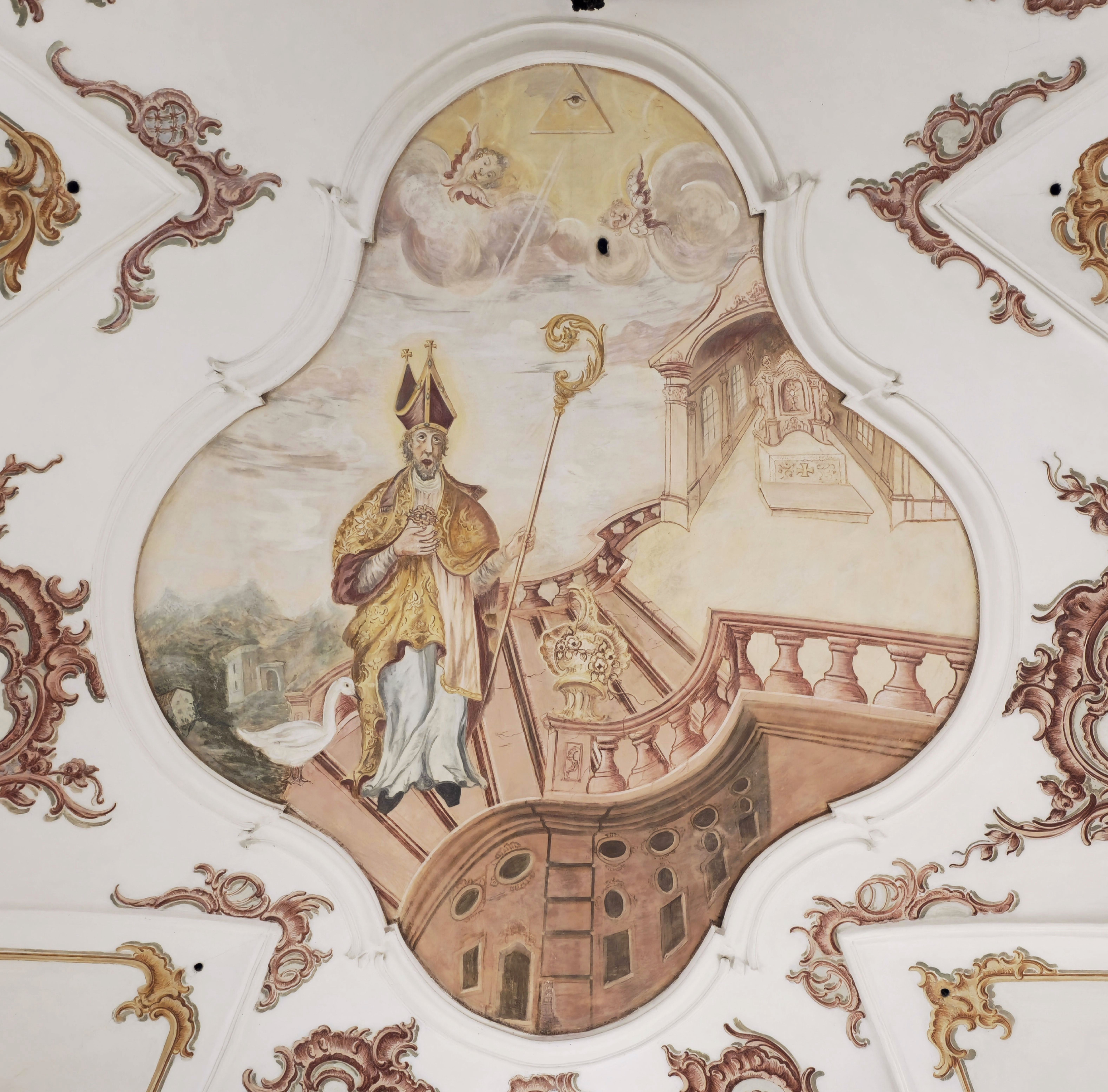
Hl. Martin, Fresko in Landersdorf
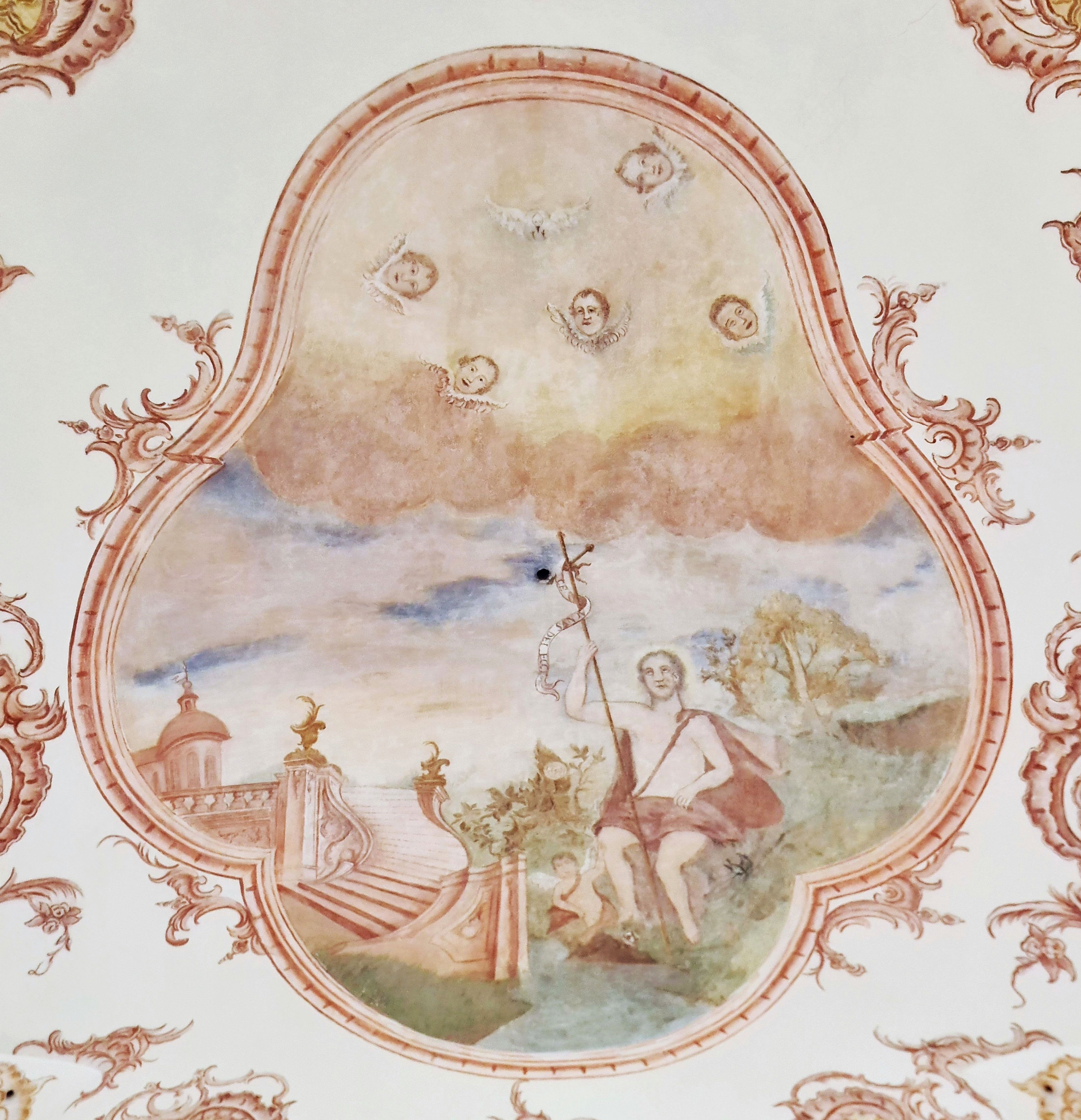
Hl. Johannes d. T., Fresko in Jaibing

Die Chorfresken beider Kirchen wurden 1980/82 von Georg Brenninger dem Maler Franz Joseph Aiglstorffer (Aiglsdorfer) zugeschrieben. Mit diesem Künstlernamen sind sie auch im Dehio-Handbuch von 1990 verzeichnet. Diese Zuschreibung wurde von Anna Bauer-Wild abgelehnt; sie wies die Malerei stattdessen „aus historischen Gründen“ vermutungsweise dem Dorfener Maler Franz Xaver Gruber (1700–1776) zu; eine sichere Zuweisung ist nicht möglich, da von ihm keine signierten oder urkundlich gesicherten Fresken bekannt sind. Einen Anhaltspunkt bieten lediglich die von Gruber gemalten Kreuzwegstationen in Hörlkofen  (1752). Die neue Zuschreibung wurde auch ins Dehio-Handbuch von 2006 übernommen.

## Glocken
Eine der beiden Glocken aus dem Jahr 1765 ist aus der Werkstatt von Gottlieb Hanke. Sie wurde zwar im Zweiten Weltkrieg eingezogen, kehrte aber unbeschadet aus dem Hamburger Glockenfriedhof zurück. Die andere aus dem Jahre 1922 ist von Josef Bachmair und hing bis 1937 in der Pfarrkirche Oberdorfen. Eine ältere Glocke aus dem Jahre 1888 von Anton Joseph Bachmair wurde 1917 im Zuge des Ersten Weltkriegs eingeschmolzen.